# Sid Haig

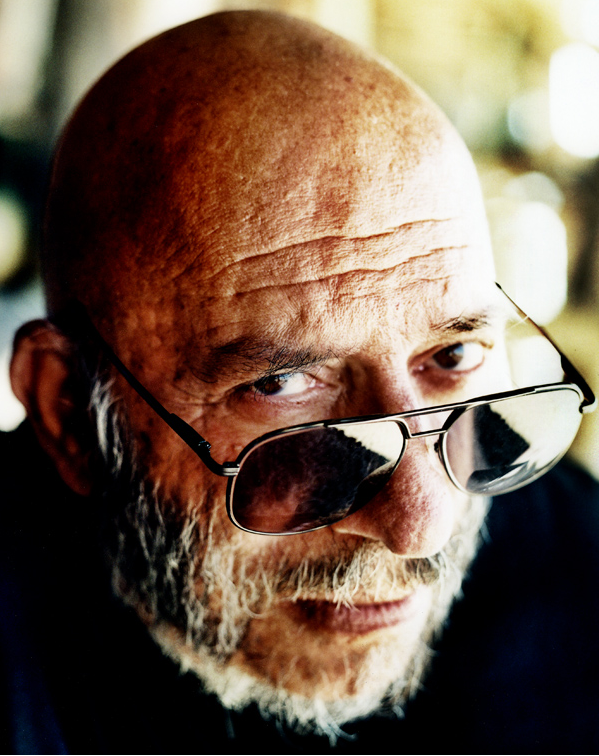
Sid Haig, 2007

Sid Haig (* 14. Juli 1939 als Sidney Eddy Mosesian in Fresno, Kalifornien; † 21. September 2019 in Thousand Oaks, Kalifornien) war ein US-amerikanischer Schauspieler mit armenischen Wurzeln, der vor allem für seine Rollen in Horror- und Actionfilmen bekannt war.

## Leben und Karriere
Haig trat zunächst 1958 als Drummer bei den Aufnahmen der Single Full House der Band T-Birds in Erscheinung. Bei seiner Mitwirkung an einer Highschool-Theaterproduktion ermutigte ihn der anwesende Hollywood-Schauspieler Dennis Morgan zu einer Schauspielkarriere, die er nach seinem Schulabschluss und einem Schauspielstudium am Pasadena Playhouse auch einschlug. Ab den frühen 1960er Jahren war er an mehr als 140 Film- und Fernsehproduktionen beteiligt. Als Gastdarsteller trat Haig in Episoden beliebter Fernsehserien wie Raumschiff Enterprise, Batman, Rauchende Colts, Kobra, übernehmen Sie, Drei Engel für Charlie, Fantasy Island, Ein Duke kommt selten allein, Das A-Team und MacGyver auf. Eine Fernseh-Hauptrolle hatte Haig zwischen 1978 und 1981 als Bösewicht in der Kinderserie Jason of Star Command.
In Kinofilmen wie THX 1138 von George Lucas oder dem James-Bond-Film Diamantenfieber blieb Haig lange überwiegend auf kleine Rollen beschränkt. In den 1970er-Jahren spielte er mehrfach an der Seite von Pam Grier unter Regie des befreundeten Filmemachers Jack Hill in dessen Exploitation-Filmen, die seine Bekanntheit als Schauspieler steigerten.
Schurken und Kriminelle verkörperte der hochgewachsene, bereits früh glatzköpfige Haig so häufig, dass er sich von diesem Stereotyp gelangweilt in den 1990er Jahren für einige Zeit von der Schauspielerei zurückzog. Während dieses zeitweiligen Ruhestands schlug er die Rolle des Marsellus Wallace in Quentin Tarantinos Pulp Fiction (1994) aus, was er später bereute. Drei Jahre später stand er doch noch für Tarantino vor der Kamera, als dieser ihm die Figur des Richters in Jackie Brown speziell auf den Leib schrieb. Mit dieser Rolle kehrte Haig nach fünf Jahren Pause ins Filmgeschäft zurück.
Als grell geschminkter, mörderischer Clown Captain Spaulding war er in den Rob-Zombie-Filmen Haus der 1000 Leichen und The Devil’s Rejects zu sehen, seine wahrscheinlich bekannteste Rolle. Diese Rolle übernahm er erneut 2019 in Rob Zombies Horrorfilm 3 from Hell, einem seiner letzten Filme. Insbesondere die Rolle des Captain Spaulding, aber auch markante Auftritte in zahlreichen weiteren Horrorfilmen verliehen ihm unter Genre-Fans den Status einer Ikone. In Brotherhood of Blood spielte er 2007 zum ersten Mal in seiner langen Karriere einen Vampir.

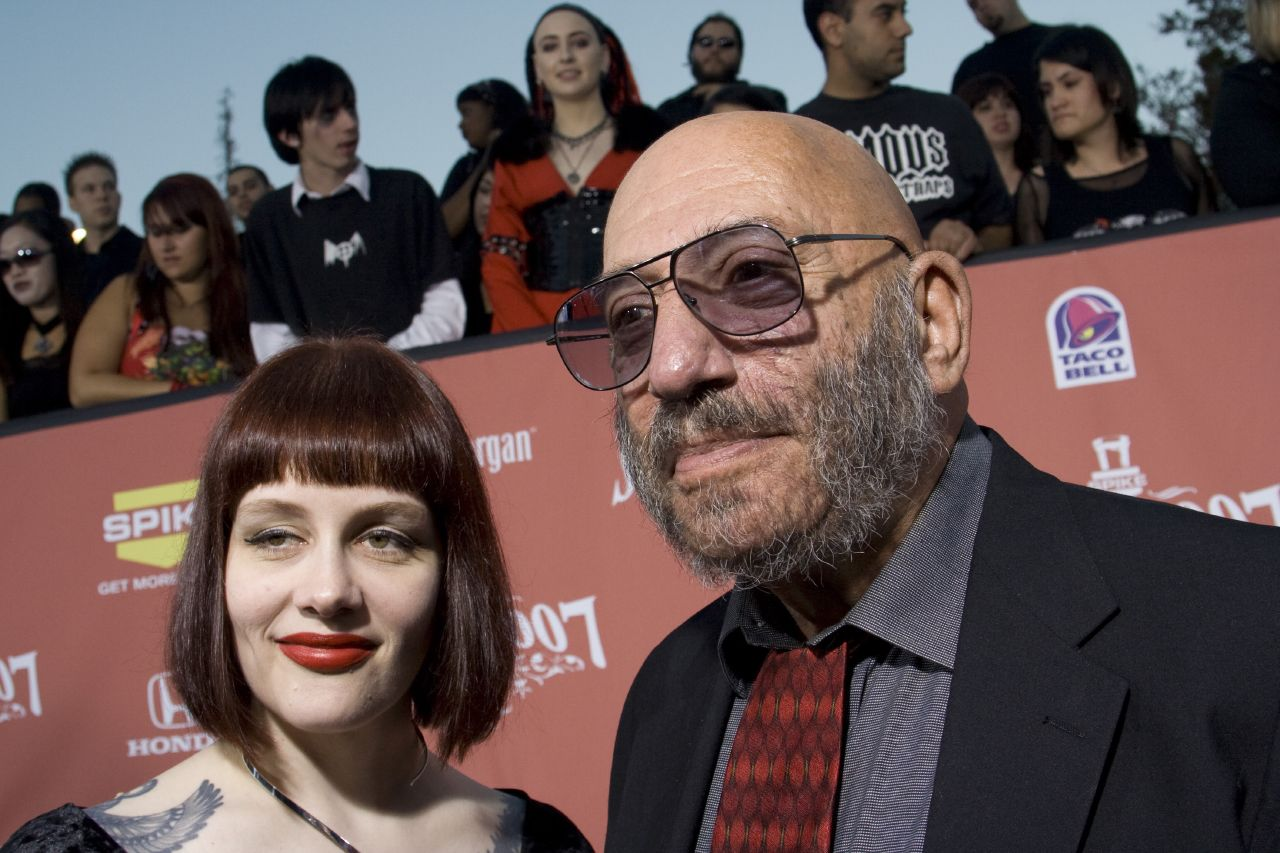
Sid Haig mit Ehefrau Susan Oberg (2007)

Haig praktizierte außerdem als lizenzierter Hypnose-Therapeut in Simi Valley, Kalifornien. Er starb am 21. September 2019 im Alter von 80 Jahren im Kreise seiner Familie und hinterließ seine Ehefrau Susan Oberg.

## Filmografie (Auswahl)
- 1962: The Firebrand
- 1966–1970: Kobra, übernehmen Sie (Mission Impossible, Fernsehserie, neun Folgen)
- 1967: Point Blank
- 1968: Spider Baby
- 1971: THX 1138
- 1971: James Bond 007 – Diamantenfieber (Diamonds are Forever)
- 1972: Frauen in Ketten (Black Mama, White Mama)
- 1972: Der Blob (Beware! The Blob)
- 1973: Coffy – die Raubkatze (Coffy)
- 1973: Der Don ist tot (The Don is Dead)
- 1973: Liebesgrüße aus Fernost (Wonder Women)
- 1974: Foxy Brown
- 1976: Der scharlachrote Pirat (Swashbuckler)
- 1978: Drei Engel für Charlie (Charlie’s Angels; Folge Drei Engel auf Diamantenjagd)
- 1980: Hart aber herzlich (Hart to Hart, Fernsehserie, Folge Teure Tapeten)
- 1981–1985: Ein Colt für alle Fälle (The Fall Guy, Fernsehserie, vier Folgen)
- 1981: Planet des Schreckens (Galaxy of Terror)
- 1982: The Aftermath – Nach der Stunde Null (The Aftermath)
- 1983: Das A-Team (The A-Team, Fernsehserie, eine Folge)
- 1985: Agentin mit Herz (Scarecrow and Mrs. King, Folge Unter falschem Namen)
- 1985–1986: MacGyver (Fernsehserie, zwei Folgen)
- 1987: Sledge Hammer! (Fernsehserie, 1 Folge)
- 1988: War Lords – Die Zerstörer der Zukunft (Warlords)
- 1997: Jackie Brown
- 2003: Haus der 1000 Leichen (House of 1000 Corpses)
- 2004: Kill Bill – Volume 2 (Kill Bill: Vol. 2)
- 2005: The Devil’s Rejects
- 2005: House of the Dead II
- 2006: Night of the Living Dead 3D
- 2007: Brotherhood of Blood
- 2007: Halloween
- 2007: Dead Men’s Hand – Casino der Verdammten (Dead Men’s Hand)
- 2011: Creature – Die Legende vom Monster aus dem Sumpf (Creature)
- 2011: Mimesis – Night of the Living Dead (Mimesis)
- 2013: Zombex
- 2013: Hatchet III
- 2015: Bone Tomahawk
- 2017: Death House
- 2017: To Hell and Back: The Kane Hodder Story (Dokumentation)
- 2018: Suicide for Beginners
- 2018: Cynthia
- 2019: Big Daddy – Make America Stoned Again (High on the Hog)
- 2019: 3 from Hell
- 2020: Hanukkah
- 2022: Suicide for Beginners
- 2023: Abruptio